# Кирпичёв, Виктор Львович
Ви́ктор Льво́вич Кирпичёв (26 сентября [8 октября] 1845, Санкт-Петербург — 7 [20] октября 1913, Санкт-Петербург) — российский учёный-механик; тайный советник и заслуженный профессор, член совета министра финансов, основатель и первый ректор Харьковского технологического института (ныне НТУ «ХПИ») и Киевского политехнического института (ныне НТУУ «КПИ»). Брат М. Л. Кирпичёва.

## Биография
Родился в многодетной дворянской семье военного инженера-полковника, преподавателя математики в Николаевском инженерном училище Льва Матвеевича Кирпичёва (1808—1862) и его жены Елены Константиновны Кирпичёвой (1818—1877; урождённая Брун).
В 1862 году закончил Полоцкий кадетский корпус и поступил в Михайловское артиллерийское училище (в ту пору — одногодичное). В 1863—1865 годах служил в Кронштадской крепостной артиллерии. После учёбы в Михайловской артиллерийской академии (1865—1868) работал репетитором, а в 1869 — преподавателем (читает лекции по сопротивлению материалов) и руководителем одной из комиссий Артиллерийского комитета. В 1870 году избран по конкурсу преподавателем механики на химическом отделении Санкт-Петербургского практического технологического института (на место М. Ф. Окатова). с 1876 года — профессор института по кафедре прикладной механики; читал курсы сопротивления строительных материалов, графической статики, грузоподъёмных машин и построения деталей машин, руководил проектами по механике, заведовал механической лабораторией.
В 1871—1872 годах участвовал в «пентагональном обществе» — кружке, организованном И. А. Вышнеградским. В кружок входили, кроме Вышнеградского, А. П. Бородин, В. Л. Кирпичёв, Н. П. Петров и П. В. Котурницкий. Целью кружка было поощрение  и развитие практической механики в России.
С 1876 года — профессор Петербургского практического технологического института по кафедре прикладной механики. Читал курсы по сопротивлению строительных материалов, графической статики, грузоподъёмности машин, руководил проектами по механике, заведовал механической лабораторией. В этот период издал ряд статей: «О наивыгоднейших размерах коромысла весов» (1878), «О поршневых пружинах» (1878), «Приложение теоремы лорда Рэлея к вопросам строительной механики» (1883 и 1884).
Известность Кирпичёва в специальной литературе была основана на «Курсе сопротивления материалов» (1878). Публиковался в «Известиях Санкт-Петербургского технологического института».
Научной вершиной Виктора Львовича стала разработка учения о сходстве. Открытый им закон сходства, основанный на дифференциальных уравнениях равновесия, получил подтверждение. Кирпичёв распространил теорему сходства на проблемы конструирования машин, чётко представляя практическое значение открытого им закона для строительной механики. Учёный решил задание установления сходства внутренних сил для двух упругих сил, которые пребывают под действием внешних сил и впервые он вывел условия сходства при напряженных явлений и поставил вопрос о теории сходства физических процессов.
В 1894 г. по идее профессора Кирпичева разрабатывался проект локомотива, который назывался нефтевозом, поскольку должен был иметь нефтяные двигатели внутреннего сгорания, работающие на нефти. Воспламенение топлива в них осуществлялось с помощью калоризатора (калильной головки), а сами двигатели имели низкую степень сжатия. На нефтевозе, помимо цилиндров двигателей внутреннего сгорания, предполагалось установить цилиндры, работающие на паре. С помощью последних намечалось осуществлять трогание и первоначальный разгон нефтевоза, после чего переходить на совместную работу паровых цилиндров с цилиндрами двигателей внутреннего сгорания. Таким образом, проект локомотива профессора Кирпичева стал первым отечественным проектом локомотива с двигателем внутреннего сгорания и первым отечественным проектом теплопаровоза.
В 1885 году был назначен директором вновь открытого практического технологического института в Харькове, оставался на этой должности до 1898 года, а с 1898 года — ректором вновь открытого Киевского политехнического института императора Александра II. В 1902 году был освобождён от должности в связи со студенческими волнениями. В 1903 году вернулся в Санкт-Петербург.
Умер 7 (20) октября 1913 года в Санкт-Петербурге от кровоизлияния в мозг и был похоронен на Волковском лютеранском кладбище.

## Награды и почётные звания
- 1870 — орден Св. Анны 3-й степени
- 1874 — орден Св. Станислава 2-й степени
- 1878 — орден Св. Анны 2-й степени
- 1881 — орден Св. Владимира 4-й степени
- 1890 — орден Св. Владимира 3-й степени
- 1894 — орден Св. Станислава 1-й степени
- Почётный инженер-технолог (1902), почётный член Санкт-Петербургского практического технологического института (1904)[9]

## Семья
- Дед — Матвей Кириллович Кирпичёв (1781—1868), из солдатских детей, вышел в отставку в чине подполковника. Был женат на Марии Фёдоровне Тышкевич (1786—1875). В браке у них родился единственный сын — Лев Матвеевич
- Отец — подполковник Лев Матвеевич Кирпичёв (1808—1862);
- Мать — Елена Брун (1818—1877), также дворянского происхождения.
- Братья:
  - Матвей Львович (1839—1901) — выпускник Михайловской артиллерийской академии (1860).
  - Лев Львович (1840—1890) — генерал-майор, профессор Михайловской артиллерийской академии, учёный-баллистик, теоретик артиллерийского дела.
  - Константин Львович (1844—1910) — русский генерал-лейтенант.
  - Михаил Львович (1848—1875) — учёный-химик, соратник Д. И. Менделеева.
  - Нил Львович (1850—1927) — инженер-генерал, профессор Николаевской инженерной академии, электротехник.
  - Иван Львович (1853—1883) — штабс-капитан.
- Сестра — Юлия Львовна Кирпичёва (1861—1926) — окончила специальное физико-математическое отделение (первый выпуск) Санкт-Петербургских высших женских курсов. Вышла замуж за основоположника электрохимии в России А. А. Кракау.

Жена — (с 1876) Матильда Карловна Циглер фон Шафхаузен.
Их дети:
- Сын Кирпичёв, Михаил Викторович (1879—1955) — советский физик в области теплотехники и теплофизики, академик АН СССР. Был репрессирован по «делу Промпартии» (25 августа 1931 года Коллегией ОГПУ осуждён на 10 лет ИТУ)[11].
- Дочь Вера (1877 — декабрь 1919) до революции работала в госпитале, затем была сотрудницей детского санатория; умерла от осложнения гриппа (миелита). В 1902 году вышла замуж за Александра Васильевича Леонтовича. У них родилось трое детей: сын Михаил (1903—1981) и дочери — Евгения (1905—1981) и Вера (1911—2002).
- Дочь Евгения (1878—?). Была замужем за Александром Александровичем Радцигом (1869—1941). Дети: Виктор и Михаил (их судьба неизвестна).
- Дочь Нина (1881—?) вышла замуж за доцента Военно-медицинской академии В. И. Воячека (1876—1971). Детей не имели.

## Библиография

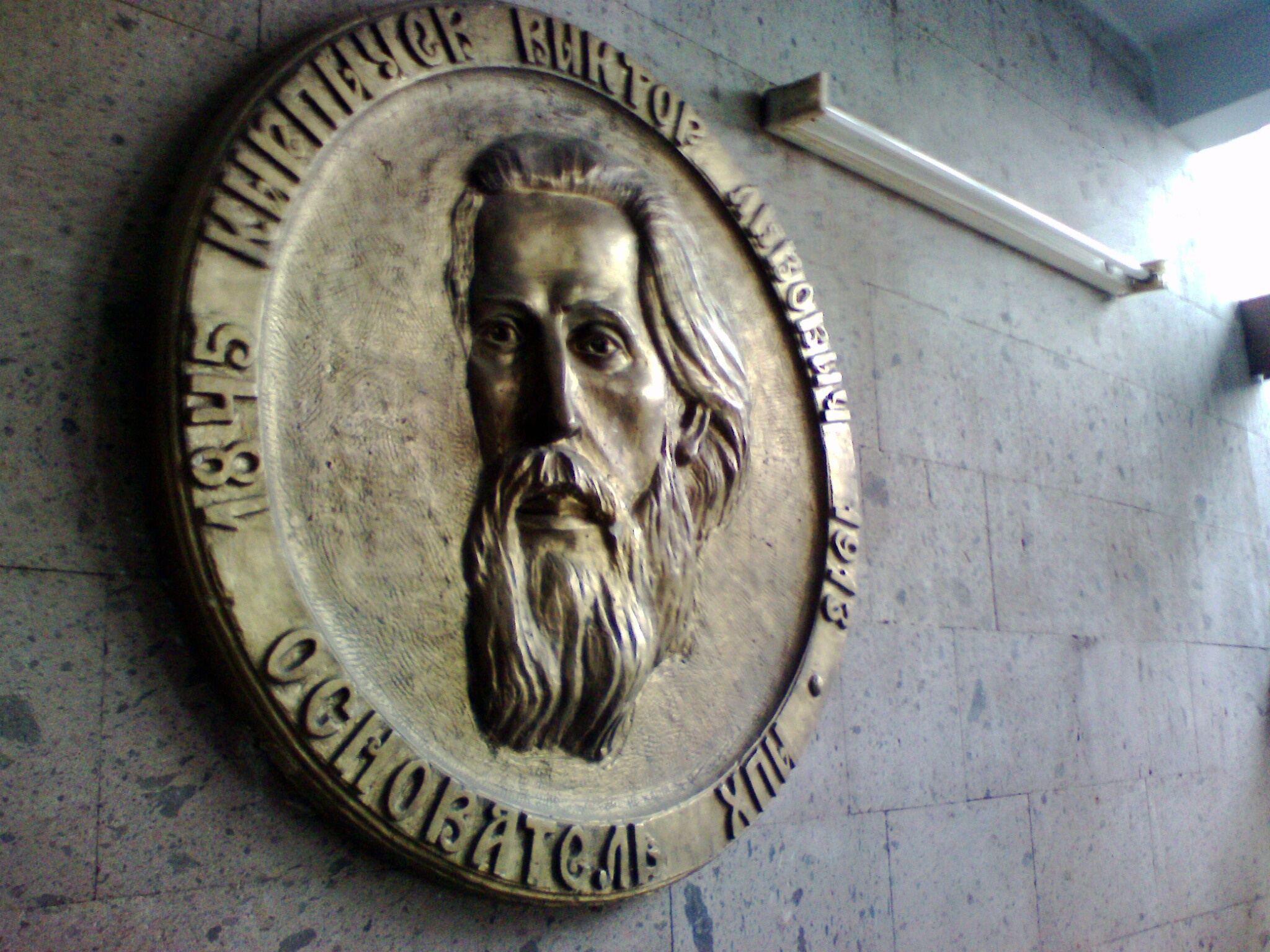
Барельеф Кирпичёва в корпусе У-2 ХПИ